# Ames
Ames je priimek več znanih tujih oseb:

## Znani nosilci priimka
- Adrienne Ames (1907—1947), ameriška igralka
- Adelbert Ames (1835—1933), ameriški general
- Benjamin Ames, guverner zvezne države Maine, ZDA
- Bruce Nathan Ames (*1928), ameriški biokemik
- Ezra Ames (1768—1836), ameriški slikar
- Leon Ames (1902—1993), ameriški igralec
- Oakes Ames (1874—1950), ameriški botanik